# Neotrichonotulus perotensis
Neotrichonotulus perotensis är en skalbaggsart som beskrevs av Deloya och Lobo 1995. Neotrichonotulus perotensis ingår i släktet Neotrichonotulus och familjen Aphodiidae. Inga underarter finns listade i Catalogue of Life.